# Aeroportul Kadugli
Aeroportul Kadugli (IATA: KDX, ICAO: HSLI) este un aeroport din Kaduqli, Statul Kordofan de Sud, Sudan.
Situat la o altitudine de 563 m, aeroportul dispune de o singură pistă.